# Гура Кручилор (Валча)
Гура Кручилор (рум. Gura Crucilor) насеље је у Румунији у округу Валча у општини Даничеј. Oпштина се налази на надморској висини од 375 m.

## Становништво
Према подацима из 2002. године у насељу је живело 58 становника, од којих су сви румунске националности.